# René Louis de Girardin

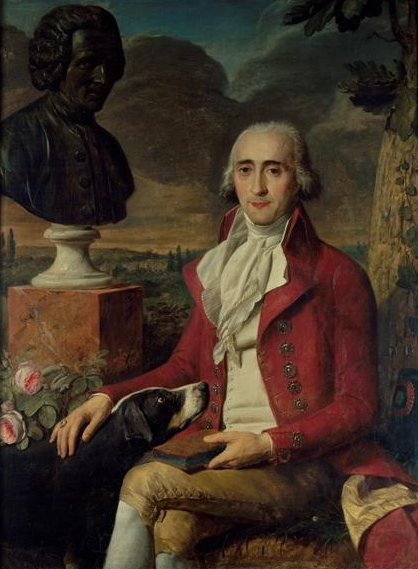
René Louis Girardin mit einer Büste von Jean-Jacques Rousseau vor einer Landschaft, vermutlich gemalt von Jean-Baptiste Greuze

René Louis de Girardin (* 24. Februar 1735 in Paris; † 20. September 1808 in Vernouillet, Département Yvelines), Künstlername auch René Louis Gérardin, war ein französischer Marquis, Schöpfer des Parks von Ermenonville und Schriftsteller. Er vertrat sozialreformerische Ideen und war ein Freund Jean-Jacques Rousseaus.

## Herkunft und Jugend
René Louis de Girardin war das einzige Kind aus der 1733 geschlossenen Ehe des Marquis de Vauvré, Louis Alexandre de Girardin (1699–1782), und Anne Catherine Hatte, der Tochter von René Hatte († 1759). Sein väterlicher Großvater war Jean-Louis Girardin de Vauvré (≈1647–1724), französischer Staatsrat und Marinequartiermeister unter Ludwig XIV. und Spross der ursprünglich aus der Toskana stammenden Familie Gherardini.
Girardin trat 1754 in die französische Armee unter Louis XV ein, nahm seinen Abschied jedoch noch vor Ende des Siebenjährigen Krieges. Er hielt sich danach am Hof des im lothringischen Exils lebenden polnischen Königs Stanislaus I. Leszczyński in Lunéville auf. Dort erhielt er erste Anregungen zur Gartengestaltung und begann sich mit sozialreformerischen Ideen zu beschäftigen.
Girardin heiratete 1761 Cécile Brigitte Adélaïde Berthelot de Baye (1736–1818), Tochter eines Feldmarschalls der lothringischen Armee. Nach Meinungsverschiedenheiten mit Stanislaus über die Ideen Rousseaus, den Girardin bewunderte und verteidigte, verließ er Lunéville. Nach Reisen nach England, der Schweiz, Deutschland und Italien nahm er 1763 seine von der Mutter geerbte Domäne von Ermenonville in Besitz.

## Ermenonville und politisches Engagement
Umfangreiche Einkünfte aus der Landwirtschaft und die Einnahmen aus der Erbschaft gestatteten Girardin das große Anwesen von Ermenonville, zu dem ein Schloss und das gleichnamige Dorf gehörten, nach seinen Ideen umzugestalten. Die Arbeiten begannen 1763 und waren 1776 weitgehend abgeschlossen. Girardin versuchte, nach dem Vorbild des Anwesens The Leasowes, des landschaftsgärtnerisch gestalteten Bauernhofs von William Shenstone, den er während eines Englandaufenthalts kennengelernt hatte, auf seinen Gütern wirtschaften zu lassen, was 1777 zum Ruin eines seiner Güter führte.
In den Jahren vor der Revolution stellte sich Girardin auf die Seite der Landbevölkerung, klagte die Monarchie an, das Land zu unterdrücken und auszubeuten. Er führte auch Auseinandersetzungen wegen erfolgter Übergriffe bei der Ausübung der Jagdrechte der Adligen; in der Folge seiner Aktionen, die unter anderem eine Straßenblockade umfasste, musste er nach England fliehen, um einem Geheimbefehl des Königs (lettre de cachet) zu entkommen.
Auf Girardins Einladung war Rousseau nach Ermenonville gekommen. Er starb unerwartet während seines Aufenthaltes vom Mai bis Juli 1778. Girardin ließ für ihn ein Grabmal auf der Pappelinsel in der Nähe des Schlosses errichten. Er sah sich nach dem Tod des von ihm verehrten Philosophen als dessen Sachwalter, verhandelte mit Verlagen und war im Besitz der Manuskripte. Gemeinsam mit Freunden Rousseaus bereitete er von 1780 bis 1782 eine erste Gesamtausgabe der Werke vor.
Nach dem Massaker vom 17. Juli 1791 auf dem Champ de Mars wandte sich Girardin von der Sache der Revolution ab. Da ihn die Jakobiner bezichtigten, ein Anhänger der Monarchie zu sein, stand er bis 1794 in Ermenonville unter Hausarrest, drei seiner Söhne und seine älteste Tochter wurden inhaftiert. Die Domäne Ermenonville begann nach Plünderung zu verfallen, Girardin zog sich in ein Haus nach Vernouillet zurück, wo er einen kleinen Garten anlegte und an seiner letzten Veröffentlichung arbeitete.

## Nachkommen und Hinterlassenschaft
Das Ehepaar Girardin hatte vier Söhne und zwei Töchter. Der älteste Sohn war Cécile Stanislas Xavier de Girardin, der zweitälteste Alexandre François Louis de Girardin, Amable Ours Séraphin de Girardin (1769–ca. 1795), der jüngste Alexandre Louis Robert de Girardin. Die älteste Tochter war Sophie Victoire Alexandrine de Girardin (1762–1845). René Louis Girardin starb am 20. September 1808 in Vernouillet.
Die Hinterlassenschaft von René Louis de Girardin umfasste Grundbesitz und Vermögen. Sie hatte nach den Angaben seines Testaments von 1808 einen Gesamtwert von über vier Millionen Francs. Außer der Domäne Ermenonville befand sich Grundbesitz in Brégy und Saint-Germain-du-Pert; Girardin besaß ein Stadthaus in Paris in der Rue Neuve-de-Luxembourg (Nr. 24) und ein Haus in Vernouillet.

## Veröffentlichungen
- De la composition des paysages. 4. Auflage. Paris 1805 (Erstausgabe:  1777).
- Discours sur la nécessité de la ratification de la loi par la volonté générale. Paris 1791.

## Belletristik
- Lion Feuchtwanger: Narrenweisheit oder Tod und Verklärung des Jean-Jacques Rousseau. Süddeutsche Zeitung Bibliothek Band 88, München 2008, ISBN 3-86615-538-7.